# 名古屋市立豊が丘小学校
名古屋市立豊が丘小学校（なごやしりつ ゆたかがおかしょうがっこう）は、愛知県名古屋市名東区豊が丘にある公立小学校。

## 概要
- 高柳町、藤香町、藤里町、豊が丘などが通学区域であり、公立中学校の進学先は名古屋市立藤森中学校である[1]。

## 沿革
- 1980年（昭和55年）
  - 4月1日 - 名古屋市立藤が丘小学校から分離し、開校する。
  - 7月8日 - プールが完成する。
  - 10月9日 - 体育館が完成する。

## 交通アクセス
- 名古屋市営地下鉄東山線藤が丘駅下車、徒歩約12分。
- 名古屋市営バス【藤丘11号系統】、【本郷11号系統】「新藤森橋」バス停より徒歩約2分。

## 学校周辺
- 名古屋市立藤森中学校
- 名古屋市立森孝中学校
- 名古屋市立藤が丘小学校
- 名古屋市立森孝東小学校
- 明徳公園
- 東名高速道路
- 愛知県道59号名古屋中環状線
- 香流川

## 著名な出身者
- 後藤晴菜 - 日本テレビアナウンサー
- 今井絢 - 女流棋士[2]